# Заславський Веніамін Фішельович
Веніамін Фішельович Засла́вський (1 травня 1936, Київ — 23 грудня 2022) — український художник і педагог; член Спілки радянських художників України з 1985 року та Національної спілки театральних діячів України. Заслужений діяч культури Польщі з 1989 року.

## Життєпис
Народився 1 травня 1936 року в місті Києві (нині Україна). Під час німецько-радянської війни був в евакуації. 1946 року повернувся до Києва, навчався в школі, студії образотворчого мистецтва Будинку Піонерів, у Художньому училищі, служив в Радянській армії. Після демобілізації вступив на факультет живопису до Київського державного художнього інституту, де навчався у Василя Забашти, Володимир Костецького, Данила Лідера, Іллі Штільмана, Миколи Духновського, Бориса Піаніди, Миколи Попова, Петра Басанця, Сергія Подерв'янського, Миколи Глущенка.
Протягом 1967—1991 років обіймав посади художника-постановника, головного художника Київського театру оперети; водночас у 1974—1992 роках працював старшим викладачем театрального відділення Київського художнього інституту.
Мешкав у Києві в будинку на Русанівській набережній, № 6, квартира № 206. Помер 23 грудня 2022 року.

## Творчість
Працював у галузях театрально-декораційного мистецтва (оформив понад 70 вистав в Україні, Росії, Чехословаччині, Польщі) і станкового живопису (у реалістичному стилі писав переважно архітектурні пейзажі). Серед робіт:
живопис
- «Сирець. Київ» (1962);
- «Колгосп» (1964);
- «Золоті ворота» (1988);
- «Андріївка» (1988);
- «Священний Єрусалим» (1996; 2000);
- «Андріївський узвіз» (1997);
- «Нью-Йорк» (1998);
- «Стіна плачу. Єрусалим» (2003);
- «Панорама Києво-Печерської лаври» (2005);
- «Володимирська гірка. Київ» (2006);
- «Квіти Нью-Йорка» (2008);
- «Фіалки» (2008);
- «Діти Ізраїлю» (2009);
- серія «Вулиці старого Єрусалима» (2007);
- «Видубицький монастир» (2009);
- триптих «Єрусалим» (2010).

оформив вистави
Київський театр оперети
- «Весела вдова» Франца Легара (1968);
- «Поцілунок Чаніти» Юрія Мілютіна (1970);
- «Летюча миша» (1981), «Ніч у Венеції» (1985) та «Циганський барон» (1989) Йоганна Штрауса;
- «Зойчина квартира» Михайла Булгакова (1990);

Київський театр юного глядача
- «Котовасія» Юхима Чеповецького (1972);

Краківський оперний театр
- «Вільний вітер» Ісака Дунаєвського (1988).

Брав участь у всеукраїнських і всесоюзних мистецьких виставках з 1967 року. Персональні виставки відбулися у Києві у 1988, 1990, 1994–1996, 1998, 2001 роках, Кракові у 1989 році, Нью-Йорку в 1997, 2003 роках.
Твори художника представлені в музейних, галерейних і приватних колекціях в Україні, Ізраїлі, Сполучених Штатах Америки, Польщі, Великій Британії та інших країн.